# Carcere di Marino del Tronto
Il carcere di Marino del Tronto (ufficialmente Casa circondariale di Marino del Tronto), un tempo noto come supercarcere di Ascoli Piceno, è un istituto penitenziario italiano.
Sito in Ascoli Piceno, si trova in via dei Meli 218, nella frazione di Marino del Tronto, a 8 km dal capoluogo.

## Storia
La costruzione del carcere è stata avviata negli anni '70, nell'ambito di un generale programma di ampliamento e ammodernamento delle strutture penitenziarie. Istituto solo maschile, entrò in funzione il 10 giugno 1980, sostituendo così il carcere giudiziario del Forte Malatesta; il trasferimento dei detenuti fu completato con la sezione semiliberi nel 1982.
Il carcere di Marino nacque come una delle strutture di massima sicurezza volute da Carlo Alberto dalla Chiesa, istituite con il decreto interministeriale 450 del 12 maggio 1977 e note in origine come supercarceri (questa denominazione è venuta meno negli anni, quando, con l'aumento delle condanne per piccoli reati, si è chiusa l'esperienza degli istituti penitenziari per soli detenuti pericolosi).

## Struttura e attività
La struttura è suddivisa in due sezioni rigorosamente separate: la sezione giudiziaria, o circondariale, e la sezione penale Marino, che ospita i detenuti in regime di carcere duro; possiede inoltre un reparto per l'isolamento detentivo (a fini di protezione, per detenuti autori di delitti sessuali e collaboratori di giustizia), una sezione d'osservazione psichiatrica e la già menzionata sezione semiliberi.
Sono svolte attività scolastiche (alfabetizzazione, scuola secondaria di primo grado, corsi di lingue), formative (corso da pizzaiolo), teatrali, sportive, religiose e culturali, tra cui la pubblicazione del periodico informativo Io e Caino.

## Popolazione carceraria
Visitando l'istituto il 13 giugno 2011, l'Associazione Antigone segnalò, in rapporto alla popolazione carceraria dell'epoca, problematicità relative allo spazio vitale nella sezione giudiziaria, ottenendo dalla direzione l'impegno ad assicurare il minimo di 3 m² per detenuto.
Al 31 dicembre 2011 il dipartimento dell'amministrazione penitenziaria delle Marche registrava un discreto sovraffollamento (131 detenuti su una capienza di 112 posti). Al 31 luglio 2014 la popolazione del carcere di Marino risulta stimata dal Ministero in 115 presenze su 104 posti regolamentari. La sola sezione di massima sicurezza possiede celle singole con bagno privato.

## Personalità famose detenute
- Umberto Ammaturo
- Albert Bergamelli
- Giuseppe Magliolo
- Giovanni Senzani[1]
- Gilberto Cavallini
- Mehmet Ali Ağca[1]
- Paolo Dongo
- Raffaele Cutolo[1]
- Renato Vallanzasca[1]
- Salvatore Riina[1]
- Giovanni Farina
- Giuseppe Calò
- Salvatore Serra